# Codice ATCvet QP52
Il codice ATCvet QP52 "Antielmintici" è un sottogruppo del sistema di classificazione Anatomico Terapeutico e Chimico, un sistema di codici alfanumerici sviluppato dall'OMS per la classificazione dei farmaci e altri prodotti medici. Il sottogruppo QP fa parte del gruppo anatomico P, farmaci per uso veterinario Antiparassitari, insetticidi e repellenti.
Numeri nazionali della classificazione ATC possono includere codici aggiuntivi non presenti in questa lista, che segue la versione OMS.

## QP52A Antielmintici

### QP52AA Derivati delle chinoline e relative sostanze
QP52AA01 Praziquantel
QP52AA02 Oxamnichina
QP52AA04 Epsiprantel
QP52AA30 Combinazioni di derivati delle chinoline e relative sostanze
QP52AA51 Praziquantel, combinazioni
QP52AA54 Epsiprantel, combinazioni

### QP52AB Composti organofosforici
QP52AB01 Metrifonato
QP52AB02 Bromfenofos
QP52AB03 Diclorvos
QP52AB04 Aloxone
QP52AB06 Naftalofos
QP52AB51 Metrifonato, combinazioni

### QP52AC Benzimidazolo e relative sostanze
QP52AC01 Triclabendazolo
QP52AC02 Oxfendazolo
QP52AC03 Parbendazolo
QP52AC04 Tiofanato
QP52AC05 Febantel
QP52AC06 Netobimina
QP52AC07 Oxibendazolo
QP52AC08 Cambendazolo
QP52AC09 Mebendazolo
QP52AC10 Tiabendazolo
QP52AC11 Albendazolo
QP52AC12 Flubendazolo
QP52AC13 Fenbendazolo
QP52AC30 Combinazioni di benzimidazolo e relative sostanze
QP52AC52 Oxfendazolo, combinazioni
QP52AC55 Febantel, combinazioni
QP52AC57 Oxibendazolo, combinazioni
QP52AC59 Mebendazolo, combinazioni

### QP52AE Imidazotiazoli
QP52AE01 Levamisolo
QP52AE02 Tetramisolo
QP52AE30 Combinazioni di imidazotiazoli
QP52AE51 Levamisolo, combinazioni
QP52AE52 Tetramisolo, combinazioni

### QP52AF Tetraidropirimidine
QP52AF01 Morantel
QP52AF02 Pirantel
QP52AF03 Oxantel
QP52AF30 Combinazioni di tetraidropirimidine

### QP52AG Fenolo derivati, incluse le salicilanilidi
QP52AG01 Diclorofene
QP52AG02 Esaclorofene
QP52AG03 Niclosamide
QP52AG04 Resorantel
QP52AG05 Rafoxanide
QP52AG06 Oxiclozanide
QP52AG07 Bitionolo
QP52AG08 Nitroxinil
QP52AG09 Closantel

### QP52AH Piperazina e derivati
QP52AH01 Piperazina
QP52AH02 Dietilcarbamazina

### QP52AX Altri agenti antielmintici
QP52AX01 Nitroscanato
QP52AX02 Bunamidina cloroidrato
QP52AX03 Fenotiazina
QP52AX04 Dibutiltindilaurato
QP52AX05 Destomicina A
QP52AX06 Alodone
QP52AX07 Butilcloruro
QP52AX08 Tiacetarsamide
QP52AX09 Monepantel
QP52AX60 Emodepside e toltrazuril

## QP52B Sostanze contro la trematodosi, classificazione opzionale
Gruppo vuoto

## QP52C Sostanze contro la nematodosi, classificazione opzionale
Gruppo vuoto

## QP52D Sostanze contro la cestodosi, classificazione opzionale
Gruppo vuoto

## QP52X Altri agenti antielmintici, classificazione opzionale
Gruppo vuoto